# Stèle d'Aristylle et Rhodilla
La stèle d'Aristylle et Rhodilla, conservée au Musée national archéologique d'Athènes (Inv. 766), est un monument funéraire attique en marbre, sculpté en bas-relief, trouvé en 1850 dans un quartier nord du Pirée, appartenant à la période classique de la sculpture grecque antique (fin du -Ve siècle, vers -420).

## Description
La stèle, qui mesure 0,79 m × 0,43 m, représente deux femmes : l'une, âgée, est assise sur une chaise klismos. Elle est tournée vers la droite, les pieds sur un repose-pieds. Elle porte une tunique et par-dessus, un himation. Sa main gauche rose sur son genou, tandis que sa main droite salue une jeune fille qui se tient debout devant elle. La jeune fille porte également un chitôn et un himation, et de sa main gauche tient un oiseau.

## Interprétation
La défunte n'est pas la femme âgée assise, mais la jeune fille debout. Son nom est Aristyllè ou Aristylla, comme l'indique l'inscription. La femme assise est sa mère, Rhodillè.
L'image de cette séparation rappelle le style de certaines scènes de la frise du Parthénon, bien que l'exécution soit ici moins soignée.

## Sources
- Παύλος Διομήδης, Εικονογραφημένη Εστία, Athènes, Γεώργιος Δροσίνης, Τυπογραφείο της Εστίας,‎ 1894, 295-296 (lire en ligne)
- Παναγιώτης Καββαδίας (1849-1928), Εθνικό Αρχαιολογικό Μουσείο, Γλυπτά του Εθνικού Μουσείου : Κατάλογος περιγραφικός, Εκ του τυπογραφείου Σ.Κ. Βλαστού,‎ 1890–1892, 370-371 (lire en ligne)

| Objet | Description | Origine et datation            |
| ----- | --- | ------------------------------ |
| 766   | Stèle d'Aristylle et Rhodilla La jeune fille défunte, nommée Aristylla, tient un oiseau ; elle porte un chitôn court et un himation. Elle fait ses adieux à sa mère Rhodilla, assise devant elle, vêtue d'un chitôn. Inscription à la base. Musée national archéologique d'Athènes | Trouvée au Pirée en 1850. -420 |